# Intimacy
Intimacy is een Britse dramafilm uit 2001 onder regie van Patrice Chéreau. Hij won met deze film de Gouden Beer op het filmfestival van Berlijn.

## Verhaal
Jay is een mislukte muzikant die zijn boterham verdient als barman in een Londens café. Op woensdag komt Claire op visite. Ze hebben een louter seksuele relatie. Verder weet Jay niets over haar. Op een dag besluit hij haar te schaduwen.

## Rolverdeling
- Mark Rylance: Jay
- Kerry Fox: Claire
- Susannah Harker: Susan
- Alastair Galbraith: Victor
- Philippe Calvario: Ian
- Timothy Spall: Andy
- Marianne Faithfull: Betty
- Fraser Ayres: Dave
- Michael Fitzgerald: Barman
- Robert Addie: Barman
- Deborah McLaren: Student aan de toneelschool
- Rebecca Palmer: Pam
- Greg Sheffield: Zoon van Jay
- Vinnie Hunter: Zoon van Jay
- Joe Prospero: Luke